# Inocencio María Yéregui
Inocencio María Yéregui Goichea (Montevideo, 28 de julio de 1833 - Montevideo, 1 de febrero de 1890) sacerdote y obispo católico uruguayo, fue el segundo Obispo de Montevideo.

## Biografía
Orígenes familiares
Hijo de Juan Fermín Yéregui, natural de la localidad española de Tolosa (Guipúzcoa) y de Luisa Goichea, nacida en Buenos Aires.
Sacerdote
Fue ordenado sacerdote en 1858 en Buenos Aires por el obispo Mariano José de Escalada. 
Conflicto eclesiástico
En ocasión del conflicto desatado por el entierro de un miembro de la Masonería, el vicario apostólico Jacinto Vera destituye al párroco de la Iglesia Matriz, Juan José Brid, reemplazándolo por Yéregui. El presidente Bernardo Prudencio Berro veta el nombramiento y Brid se niega a entregar el cargo y las llaves. Berro hace efectiva la municipalización de los cementerios ya decretada por Gabriel Antonio Pereira y destierra a Vera.
Vicario general
Después del regreso del exilio y el nombramiento de Vera como obispo, es nombrado vicario general. En 1867 acompaña a Monseñor Vera a Roma, al Concilio Vaticano I. 
Fue redactor de El Mensajero del Pueblo, revista católica, publicada de 1870 a 1875.
Volvió nuevamente ante la Santa Sede en la época de Lorenzo Latorre, para procurar la elevación del vicariato de Montevideo a la categoría de Diócesis.
Obispo de Montevideo
El 6 de mayo de 1881 falleció Jacinto Vera. Pocos días después, el 13 de mayo, Yéregui es nombrado obispo auxiliar de Montevideo, pero su ordenación episcopal será recién el 18 de septiembre. El 22 de noviembre es nombrado obispo de Montevideo.
Educación Católica
En 1877, durante el vicariato de Jacinto Vera y la dictadura de Lorenzo Latorre el Decreto Ley de Educación Común había iniciado la organización de la educación pública bajo los principios de gratuidad, obligatoriedad y laicidad sostenidos por José Pedro Varela. La enseñanza religiosa podía dictarse en la propia escuela, con asistencia voluntaria y fuera del horario lectivo. Procurando un fortalecimiento de la educación católica, en 1882 se crea la Sociedad Católica de Enseñanza Libre, a instancias de Francisco Bauzá; que queda bajo la presidencia de Yéregui.
Conflictos con el Estado
En tiempos del presidente Máximo Santos se producen algunos conflictos entre Iglesia y Estado, que tuvieron sus puntos más álgidos con la aprobación en 1885 de la ley del matrimonio civil obligatorio, que establecía incluso pena de prisión para el sacerdote que presidiera la celebración religiosa sin previo matrimonio civil y la ley de conventos, que supeditaba la erección futura de las casas conventuales a la autorización del Poder Ejecutivo y establecía diversas formas de intervención de este en la vida de las comunidades religiosas. Paralelamente a esta confrontación con el gobierno, ocurría otra, ideológica, entre católicos y racionalistas, ya iniciada en tiempos de Jacinto Vera.
El Círculo Católico de Obreros
A mediados del siglo XIX habían surgido en Francia los primeros Círculos Católicos de Obreros, como respuesta a la creciente preocupación de la Iglesia por la situación de los trabajadores.
En Uruguay, un empleado de comercio llamado Tomás Parodi plantea la idea al teniente cura de la Catedral, Andrés Torrielli. Juntos entusiasman a Juan O´Neill y al entonces estudiante de medicina Luis Pedro Lenguas. En 1884, Torrielli presenta a Yéregui un proyecto para la fundación del Círculo Católico de Obreros en el Uruguay. Se aprueba y se concreta la fundación el 21 de junio de 1885 donde Juan Zorrilla de San Martín mociona como primer Presidente a Francisco Bauzá. La misión del Círculo era ayudar a los más desamparados. Se luchó por la jornada laboral de 8 horas, el descanso semanal y la protección de los trabajadores.
El Primer Congreso Católico
Buscando fortalecer a la Iglesia, Yéregui convocó el Primer Congreso Católico, que se reunió el 28 de abril de 1889, entre cuyas decisiones estuvo la creación de la Unión Católica, primera organización de los laicos católicos en el Uruguay. Participaron en el Congreso destacadas personalidades uruguayas de la época, tales como Joaquín Requena, Francisco Bauzá, Mariano Soler, Juan Zorrilla de San Martín. 
La muerte
Yéregui falleció el 1 de febrero de 1890 tras una extensa misión y a la inmediata terminación de los Ejercicios Espirituales con su clero. Se lo reputó como un hombre de tendencias moderadas, carácter conciliador, poco intelectual y de profunda moral. 
| Predecesor: Jacinto Vera | Obispo de Montevideo 1881 – 1890 | Sucesor: Mariano Soler |